# Ouroboros (album)
Ouroboros è il sesto album in studio del cantautore statunitense Ray LaMontagne, pubblicato nel 2016.

## Tracce
1. Homecoming – 8:28
2. Hey, No Pressure – 6:34
3. The Changing Man – 4:13
4. While It Still Beats – 4:10
5. In My Own Way – 6:36
6. Another Day – 3:05
7. A Murmuration of Starlings – 2:33
8. Wouldn't It Make a Lovely Photograph – 3:58